# Pia Forsgren
Pia Katarina Forsgren, född 2 mars 1957, är en svensk teaterregissör och teaterchef.

## Biografi
Pia Forsgren utbildade sig till teaterregissör vid Dramatiska Institutet i Stockholm 1984–1987. I examensproduktionen Hanjo av Yukio Mishima undersökte hon den moderna Nohteatern. 1985–1997 regisserade hon nio föreställningar på Dramaten, däribland Hiroshima mon amour av Marguerite Duras, Rappaccinis dotter av Octavio Paz, Nilen, Traum och Sal P av Katarina Frostensson och Fyra små flickor av Pablo Picasso. 
1995 startade Pia Forsgren tillsammans med Robert Weil Judiska teatern i Stockholm. Under två decennier (fram till 2013 eller 2015) iscensatte och möjliggjorde teatern under hennes ledning teater, dans och musikföreställningar, performances och konserter. Den största publiksuccén på Judiska Teatern var Different Trains, en av Forsgren iscensatt konsert med musik av Steve Reich, framförd av Fläskkvartetten i ett rum av glas signerat Ann Wåhlström. Efter hundraelva föreställningar på teatern åkte Different Trains på turné. 
Pia Forsgren har alltid strävat efter att låta teknologi, konst och arkitektur samarbeta för att utveckla nya vägar för det teatrala uttrycket. Syskonen i Mantua på Drottningholmsteatern 2018 var hennes andra operauppsättning. Hon har också arbetat med bokprojekt om bland annat Marguerite Duras och är medgrundare av det litterära Cikada-priset.

## Teater

### Regi (ej komplett)
| År   | Produktion | Upphovsmän       | Teater   |
| ---- | ---------- | ---------------- | -------- |
| 1993 | Tupilak    | Per Olov Enquist | Dramaten |